# پرابهاس
پرابهاس (هندی: प्रभास؛ زادهٔ ۲۳ اکتبر ۱۹۷۹) با نام کامل ونکاتا ساتیانارایانا پرابهاس راجو اوپالاپاتی، هنرپیشه اهل هند است. وی از سال ۲۰۰۲ میلادی تاکنون مشغول فعالیت مانند باهوبالی بوده‌است.
از فیلم‌ها یا برنامه‌های تلویزیونی که وی در آن نقش داشته است می‌توان به بیلا اشاره کرد.

## فیلم‌شناسی
فهرست برخی از فیلم‌هایی که پرابهاس در آنها به ایفای نقش پرداخته است:
- بیلا
- آغاز باهوبالی
- م
- چاتراپاتی
- جکسن اکشن
- تند
- ساهو
- مونا
- ماه کامل
- یوگی
- آقای کامل
- تنها
- عزیزم
- راده شیام
- پسر جنگل
- ریبل
- باران
- آدیپوروش (۲۰۲۳)
- سالار: قسمت اول - آتش‌بس (۲۰۲۳)
- چرخ